# 국제회계기준
국제회계기준(영어: International Financial Reporting Standards, IFRS)는 국제회계기준위원회(IASB)가 제정하는 회계기준이다.

## 도입

### 독일
2005년 독일은 유럽연합 국가로서 국제회계기준을 의무적으로 채택했다. 독일의 회계기준은 법으로 되어 있어 변경에 큰 마찰이 있었다. 특히 독일은 국제회계기준을 도입하면서 기존의 엑셀이나 매뉴얼로 기업자료를 저장하고 분석하던 기존 시스템을 바꿔야 했기에 IT전산시스템에 큰 변화를 겪어야 했다. 국제회계기준 도입으로 그 동안 독일회계기준에는 없었던 요구사항들이 크게 늘어나면서 기존의 IT인프라로는 효과적인 대응이 힘들었기 때문이다. 독일회계기준을 규제하던 독일 상법은 기본적으로 자본유지나 채권자 보호, 세금 등에 초점이 맞춰져 있어 투자자에 초점을 맞추고 있는 국제회계기준을 도입하면서 많은 혼란을 겪었다.

### 대한민국
대한민국은 국제회계기준을 2011년부터 도입했다. 그 동안 대한민국의 기업들은 국내용으로 만들어진 회계 기준에 따라 재무제표를 작성해왔으나, 국제회계기준과 거의 차이가 없음에도 국제기준을 채택하지 않았다는 사실 때문에 이들의 재무제표는 신뢰받지 못했는데 이는 코리아 디스카운트의 원인이 되기도 하였다. 또한 분식회계가 계속 이슈화되면서 대한민국 기업들의 재무제표가 불신의 대상이 되기도 하였다. 대한민국은 현재 한국채택국제회계기준(K-IFRS)을 선택해 사용하고 있다.
국제회계기준이 모든 기업을 대상으로 적용되지는 않으며, 대한민국의 회계기준은 3원화되어있다. 상장기업의 경우 무조건 K-IFRS를 적용하여야 하며, 비상장일반기업 및 공공기관은 K-IFRS와 일반기업회계기준 2가지 중에서 선택해 사용할 수 있다. 또한 중소기업은 K-IFRS와 일반기업회계기준, 중소기업회계기준 3가지 중에서 선택해 사용할 수 있다.

### 미국
그동안 외국기업들은 미국회계기준과 국제회계기준의 융합을 요구했으나 미국은 이를 거부해왔고 미국이 국제회계기준을 도입하기 전까지는 미국회계기준에 맞게 회계보고서를 다시 작성해야 했다. 2007년 11월 15일 미국은 미국 증시에 상장된 외국 기업들로 한해서 국제회계기준으로 작성된 회계보고서를 허용했다.

### 싱가포르
싱가포르 회계기준인 S-GAAP은 이전에 국제회계기준위원회에서 제정한 국제회계기준(IAS)를 따르고 있었기 때문에 2005년 새로운 국제회계기준(IFRS)를 도입할 때도 대대적인 정비절차가 필요하지 않았다. 싱가포르가 기존의 회계기준에서 수정된 부분과 새로운 기준을 빠르게 적용할 수 있었던 이유는 2002년 설립된 CCDG를 설립하여 대처했기 때문이었다. 또한 영어를 공용어로 사용했기 때문에 해석이나 번역의 문제가 크게 부각되지 않았던 점도 있었다. 인구 450만의 도시국가로서 내수 시장의 발전을 기대할 수 없었던 싱가포르로서는 해외에서 자본을 유치하고 국내기업은 해외로 진출하는 것이 절실했기 때문에 국제회계기준의 빠른 정착이 매우 중요했다. 이로 인해 국내기업의 해외진출이 간편해졌다고 평가받는다.

## 같이 보기
- 한국채택국제회계기준
- 재무제표
- 회계학
- IASB